# Stenalcidia brotes
Stenalcidia brotes är en fjärilsart som beskrevs av Druce 1892. Stenalcidia brotes ingår i släktet Stenalcidia och familjen mätare. Inga underarter finns listade i Catalogue of Life.